# Llanxa taxi

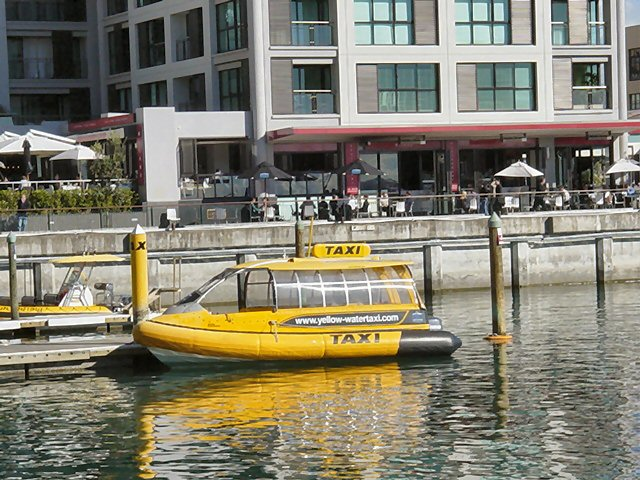
Llanxa-Taxi a Auckland

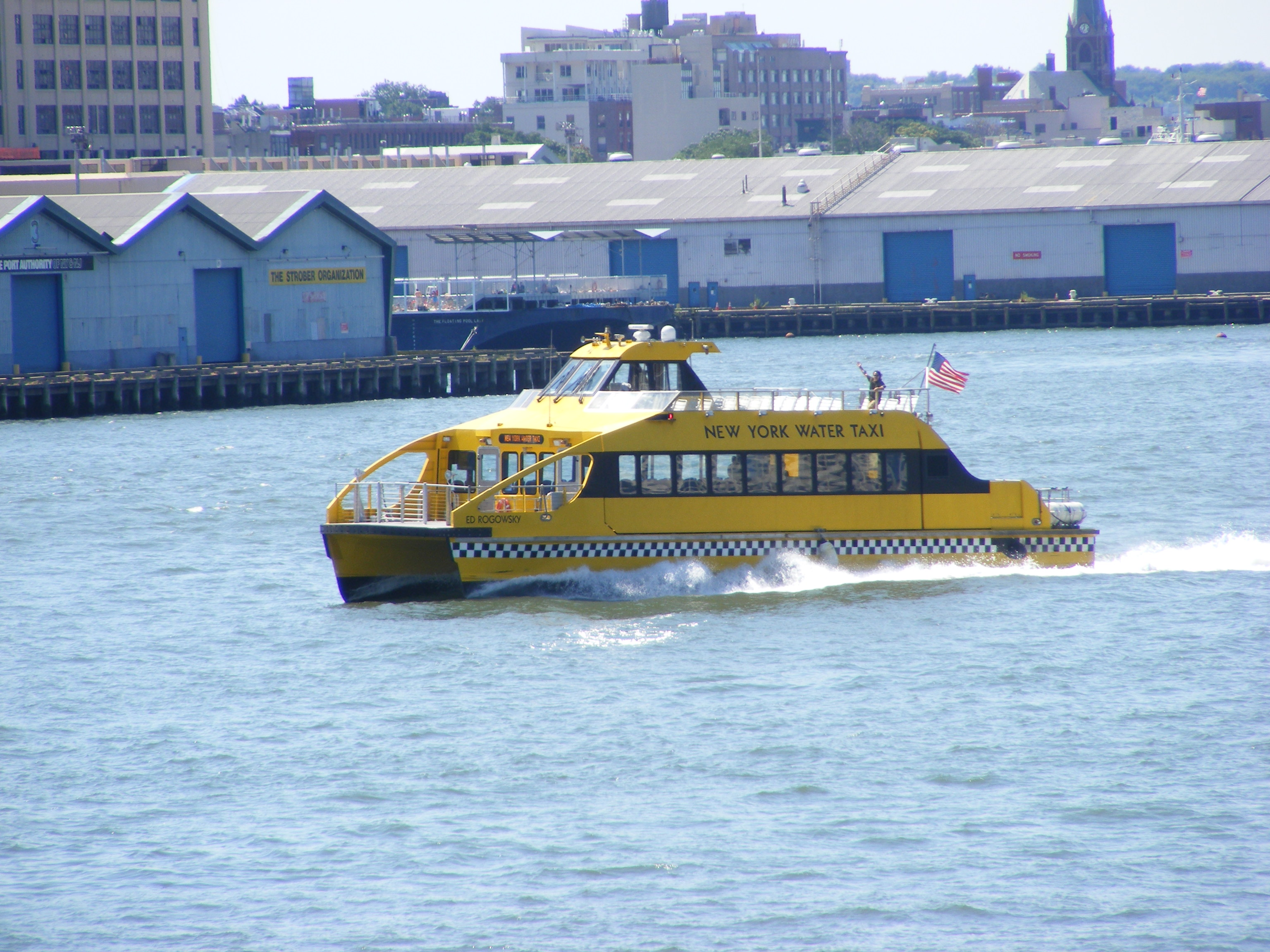
Llanxa-Taxi a New York

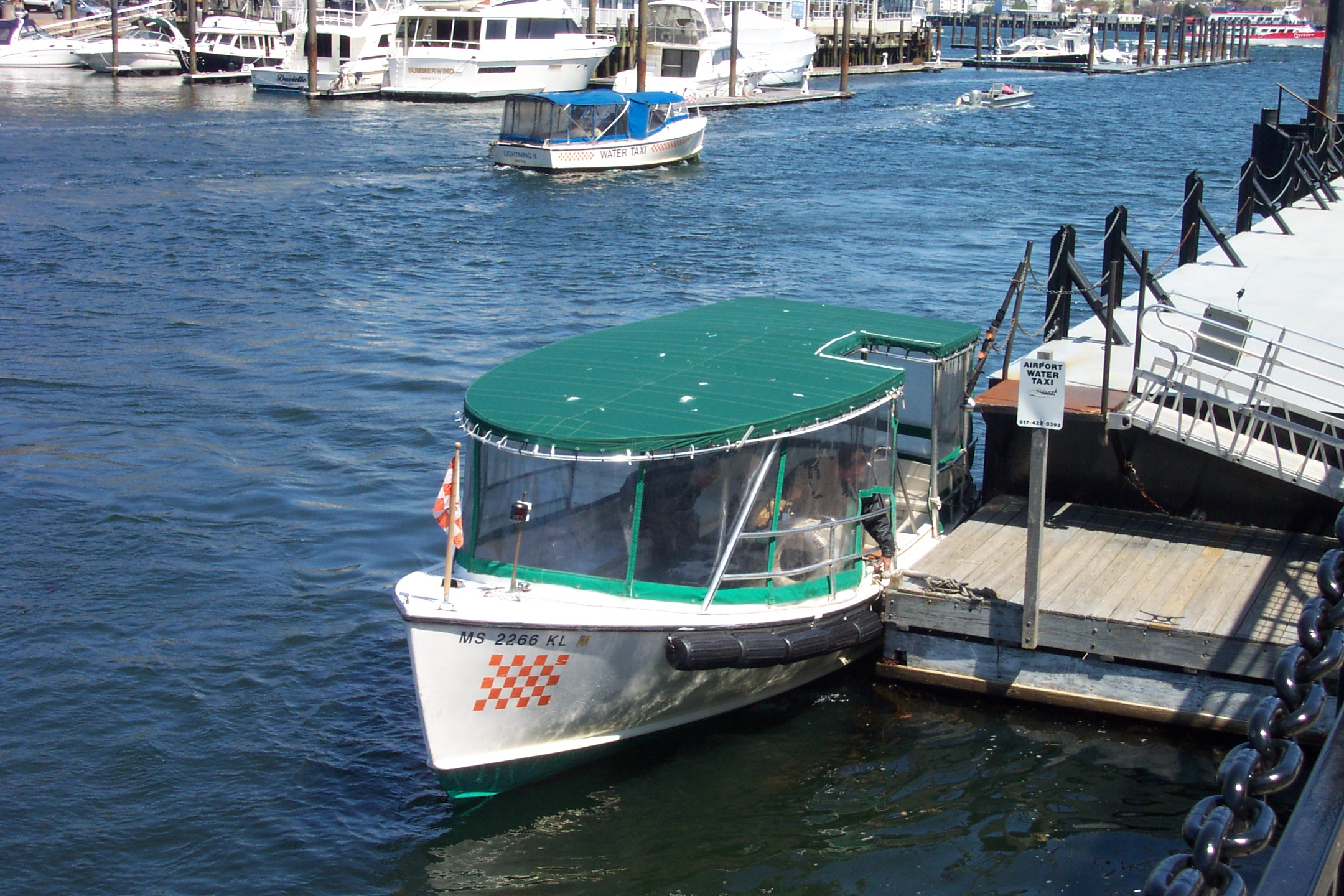
Un parell de Llanxa-Taxis operant al port de Boston

Una llanxa taxi o llanxa bus és una embarcació de passatgers de rodalies utilitzada per prestar serveis de transport públic, en general, però no sempre en un entorn urbà. Serveis que poden ser programats amb múltiples parades, funcionant de manera similar a un autobús (col·lectiu), o sota demanda cap a diferents llocs, funcionant de manera similar a un taxi. Un servei de vaixells anant i venint entre dos punts normalment es descriu com un transbordador (ferri) en lloc de llanxa col·lectiva.
El terme taxi aquàtic es limita generalment a una operació amb llanxa sota demanda, i llanxa bus quan funcionen com un autobús amb un horari fix. A Amèrica del Nord i en parts d'Europa els termes són més o menys sinònims.
Són també comuns a la part oriental de Veneçuela, on reben el nom popular de tapaítos. Presten servei entre les localitats de Cumaná i Manicuare en l'estat Sucre, així com entre Chacopata en aquest estat i l'Illa Margarita.

## Localitats
Localitats amb serveis de llanxes bus:

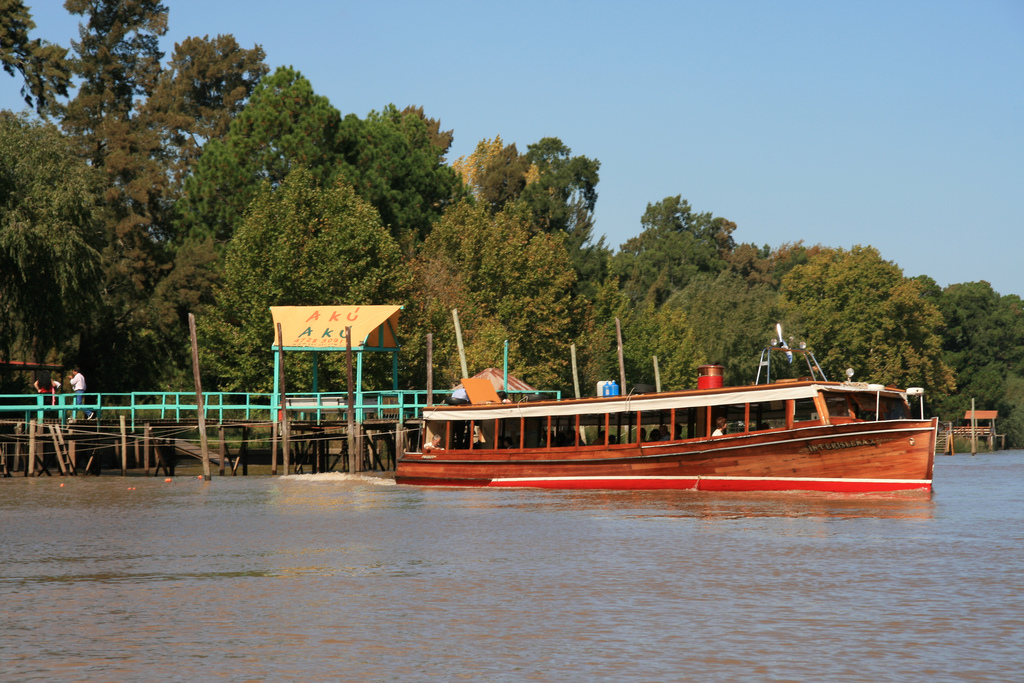
Tigre (Buenos Aires)
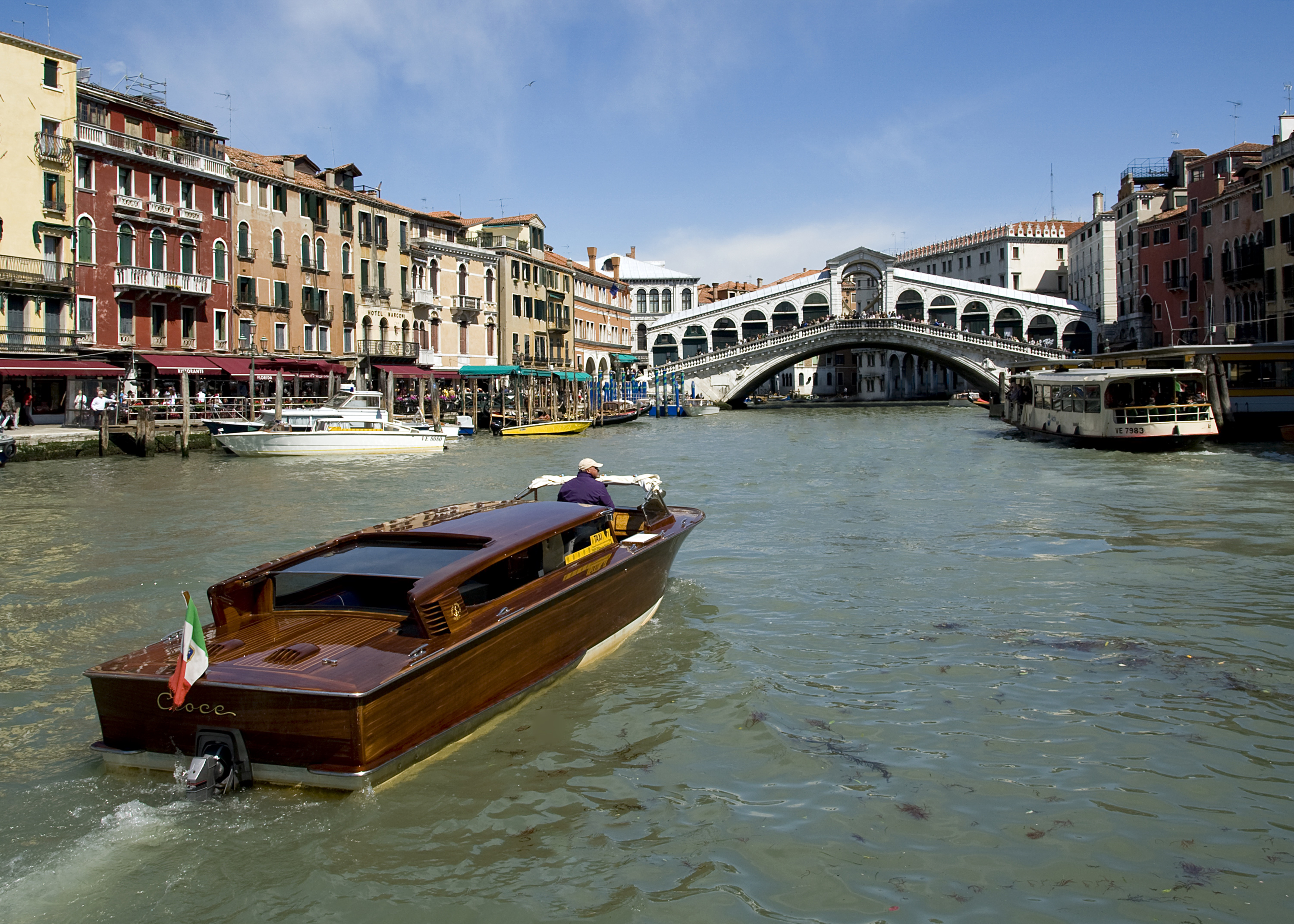
Venècia
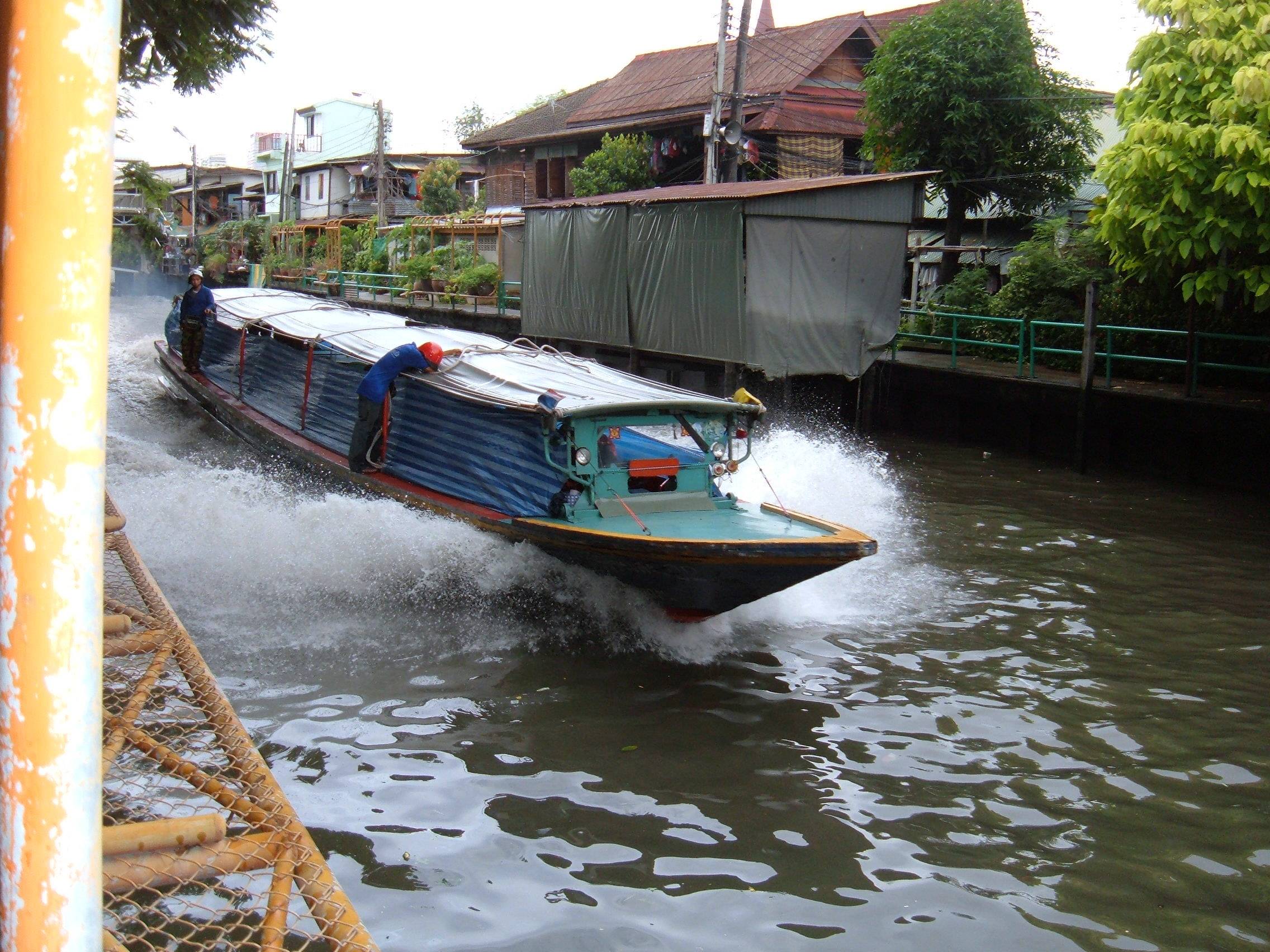
Bangkok
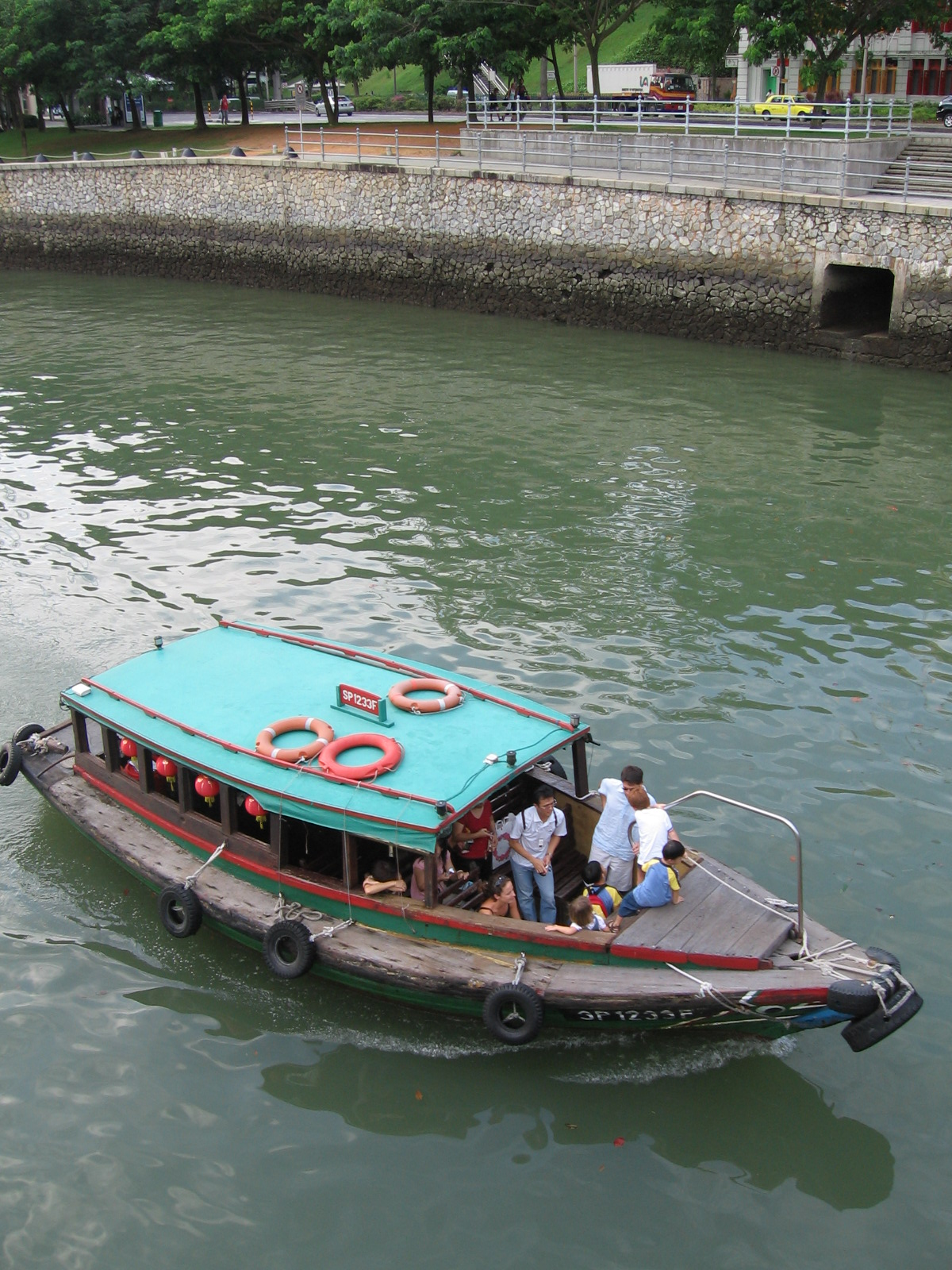
Singapur
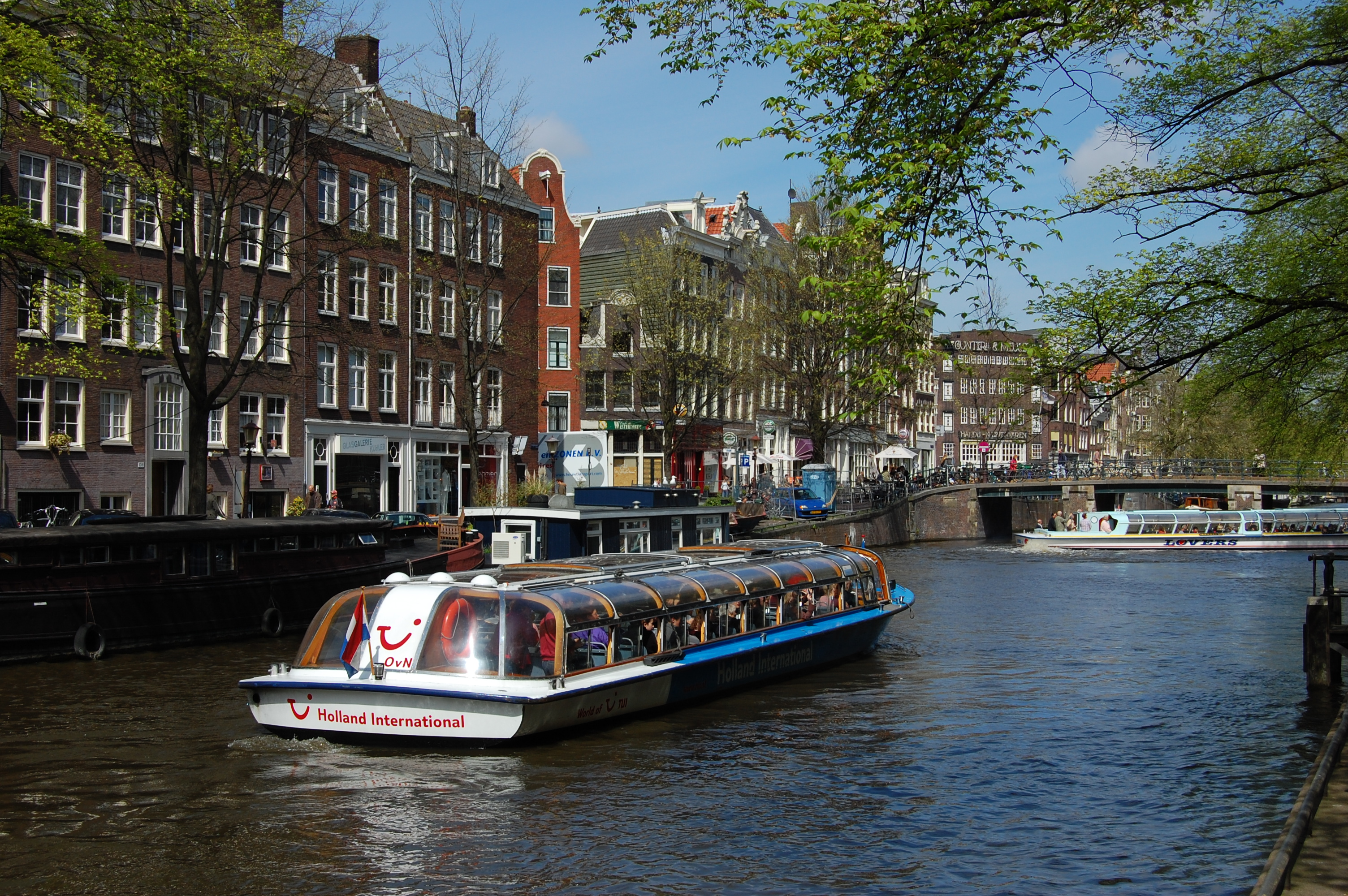
Amsterdam
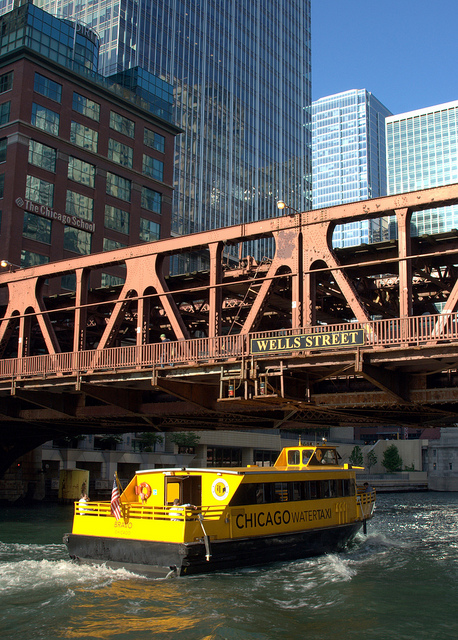
Chicago